# ASA Issy
Association Sportive Ararat Issy là một câu lạc bộ bóng đá Pháp được thành lập năm 1975 có trụ sở tại Issy-les-Moulineaux. Đội bóng được dẫn dắt bởi Franck Toutoundjian.

## Lịch sử
Năm 1974, một nhóm bạn quyết định thành lập một câu lạc bộ bóng đá cho cộng đồng Ile-de-France của Armenia. Đó thực chất là cách chia sẻ niềm đam mê thể thao của họ với giới trẻ trong cộng đồng đồng thời truyền một số di sản văn hóa phong phú của Armenia, một trong những nền văn minh lâu đời nhất trên thế giới.
Hiệp hội Sportive Arménienne (ASA) đã quyết định chơi ở Issy-les-Moulineaux theo yêu cầu của Armand Zarpanelian, cựu cầu thủ đã xây dựng sân vận động vào năm 1981. Câu lạc bộ có khoảng 60 cầu thủ và chơi ở Giải hạng nhất trong Quận.
Vào đầu những năm 1990, ASA Issy đã được thăng cấp ba năm hoạt động và chơi ở giải hạng nhất của Quận DH (Division d'Honneur). Trận đấu để được thăng hạng lên PH (Promotion d'Honneur) được ghi nhận rõ. 1200 người đã theo dõi chiến thắng 3-0 cho ASA Issy trước FC Montrouge 92, một kỷ lục tham dự cho cấp độ trận đấu này.
Đội đã có những mùa khó khăn trong lịch sử của họ. Lỡ mất một chiến thắng 2-0 trước FC Massy 91, để ở lại DH (Division d'Honneur), với hai bàn thắng phi thường từ Michel Milosevic, cả cầu thủ và tổng giám đốc.
Để bắt đầu, câu lạc bộ chỉ sử dụng các cầu thủ gốc Armenia. ASA Issy ngày càng trở nên cởi mở hơn, và cố gắng bảo tồn và phát triển một cộng đồng và tinh thần gia đình. Franck Toutoundjian, chủ tịch câu lạc bộ, được trích dẫn: "khía cạnh cộng đồng chưa bao giờ là cố định, nhưng chúng tôi là câu lạc bộ cộng đồng duy nhất chơi trong CFA 2". Đây là lý do tại sao, vào năm 2003, câu lạc bộ đã đổi tên từ Association Sportive Arménienne, thành Association Sportive d'Origine Arménienne, để ASA Issy trở thành ASOA Issy. Câu lạc bộ hiện có khoảng 400 thành viên, với ba mươi huấn luyện viên và mười lăm kỹ thuật viên. Câu lạc bộ cũng có mười hai người giới thiệu và hai người kiểm soát đại diện trong hội đồng quản trị của quận Hauts-de-Seine (92).
Vào cuối mùa giải 2005/2006, đội ASOA Issy đã kết thúc ở vị trí đầu tiên với khả năng tấn công tốt nhất, phòng thủ tốt nhất và hai cầu thủ ghi bàn nhiều nhất trong giải đấu (Eric Akoun và Julien Potier). Sau 14 mùa giải ở DH (Division d'Honneur), đội đã bắt đầu mùa giải 2006/2007 tại CFA 2 và do đó đại diện cho thị trấn Issy-les-Moulineaux cũng như sự kết tụ của Arc de Seine (năm thị trấn với gần 165 000 cư dân).
ASOA Issy, về mặt thể thao, câu lạc bộ bóng đá lớn cho thị trấn Issy-les-Moulineaux kể từ khi FC Issy-les-Moulineaux có số lượng thành viên ít hơn. Đây thực sự là câu lạc bộ thể thao lớn nhất ở thị trấn Issy-les-Moulineaux.
Vào đầu mùa giải 2008/2009, câu lạc bộ đã đổi tên lần thứ hai, từ Association Sportive d'Origine Arménienne, sang Association Sportive MediaWiki, để ASOA Issy trở thành ASA Issy (hay AS MediaWiki Issy).
Điều này là do, thuộc quyền sở hữu của Franck Toutoundjian và Patrick Chêne, ASA Issy đã liên kết với Groupe 365 (một phần của Groupe Sporever) dưới sự kiểm soát của các trang web thể thao như Football365.fr, để đóng vai trò quan trọng trong dự án MyFootballClub.
Do tính cách mạnh mẽ, đội tiếp tục phát triển một cách chuyện nghiệp hơn nữa: Armand Zarpanelian, người sáng lập câu lạc bộ, Sarkis Kasparian, cựu chủ tịch, Michel Milosevic, Jean-Pierre Ortz, Vincent Yazmadjian, huấn luyện viên trẻ, Franck Toutoundjian, chủ tịch hiện tại, và nhiều người khác.
Câu lạc bộ cũng được hỗ trợ bởi André Santini, Thị trưởng Issy-les-Moulineaux, người đã hỗ trợ câu lạc bộ kể từ khi thành lập.

## Danh hiệu
- Nhà vô địch của DH - Paris / Ile de France: 2006

## liên kết ngoài
- Trang web chính thức mới